# Jakub Menšík
Jakub Menšík (* 1. September 2005 in Prostějov) ist ein tschechischer Tennisspieler.

## Karriere
Menšík war bis Ende 2023 auf der ITF Junior Tour spielberechtigt, wechselte aber schon im August 2022 dauerhaft zu den Profis. Bei den Junioren konnte mit Rang 2 im April 2022 seine höchste Notierung in der Jugend-Rangliste erreichen. Anfang 2022 erreichte er als an Position vier gesetzter Spieler das Finale des Junioreneinzels bei den Australian Open und damit sein bis dahin bestes Resultat bei einem Grand-Slam-Turnier. Im Endspiel gegen Bruno Kuzuhara wurde Menšík wegen anhaltender Muskelkrämpfe in einem Rollstuhl vom Spielfeld gefahren. Er hatte zuvor wegen der Krämpfe nicht mehr aufschlagen können, sodass ein Spiel mit einer Zeitstrafe an Kuzuhara ging.
Bei den Profis spielte Menšík ab 2021 bereits als 15-Jähriger Turniere. Durch Siege auf der unterklassigen ITF Future Tour konnte er erste Punkte für die Tennisweltrangliste im Einzel sammeln und kam damit bis auf Platz 1443. Im Doppel kam er durch eine Wildcard in Belgrad zu seinem ersten Einsatz auf der ATP Tour. An der Seite von Hamad Međedović verlor er gegen Simone Bolelli und Fabio Fognini in zwei Sätzen. Sein erster Erfolg im Einzel gelang ihm beim Challenger in Prag im August 2022, als er das Halbfinale erreichte. Anschließend gewann Menšík bis April 2023 fünf Future-Titel, die ihn in die Top 400 der Weltranglisten führten. Im Mai 2023 schaffte er in Prag seinen größten Erfolg. Erst das zweite Mal kam er über die zweite Runde eines Challengers hinaus. Als Wildcard-Starter schlug er im Finale Dominik Koepfer mit 6:4, 6:3. Anschließend spielte er weitere Challengers, wo er durch kleinere Erfolge knapp einen Monat vor den US Open 2023, bereits auf Platz 187 geführt wurde. Bei der Qualifikation zu diesem Turnier konnte er sich durch drei Siege überraschend als jüngster Spieler durchsetzen. In der ersten Runde besiegte Menšík den Weltranglisten-59. Grégoire Barrère in vier Sätzen, wodurch er zum jüngsten Erstrundensieger seit Borna Ćorić bei den US Open 2014 wurde. Mit dem Viersatz-Sieg gegen Titouan Droguet wurde er anschließend zum jüngsten Spieler seit Fabrice Santoro 1990, der die dritte Runde der US Open erreichte. Im März 2025 gewann er das Miami Masters, das war zugleich sein erster Titel auf der ATP Tour. Im Finale schlug er überraschend Novak Đoković in zwei Sätzen.

## Erfolge
| Legende (Anzahl der Siege) |
| Grand Slam                 |
| ATP Finals                 |
| ATP Tour Masters 1000 (1)  |
| ATP Tour 500               |
| ATP Tour 250               |
| ATP Challenger Tour (1)    |

| ATP-Titel nach Belag |
| Hartplatz (1)        |
| Sand (0)             |
| Rasen (0)            |

### Einzel

#### Turniersiege

##### ATP Tour
| Nr. | Datum         | Turnier | Belag     | Finalgegner   | Ergebnis   |
| --- | ------------- | ------- | --------- | ------------- | ---------- |
| 1.  | 30. März 2025 | Miami   | Hartplatz | Novak Đoković | 7:64, 7:64 |

##### ATP Challenger Tour
| Nr. | Datum        | Turnier | Belag | Finalgegner     | Ergebnis |
| --- | ------------ | ------- | ----- | --------------- | -------- |
| 1.  | 14. Mai 2023 | Prag    | Sand  | Dominik Koepfer | 6:4, 6:3 |

#### Finalteilnahmen
| Nr. | Datum            | Turnier | Belag     | Finalgegner       | Ergebnis   |
| --- | ---------------- | ------- | --------- | ----------------- | ---------- |
| 1.  | 24. Februar 2024 | Doha    | Hartplatz | Karen Chatschanow | 6:712, 4:6 |

### Doppel

#### Finalteilnahmen
| Nr. | Datum          | Turnier  | Belag     | Partner      | Finalgegner                 | Ergebnis          |
| --- | -------------- | -------- | --------- | ------------ | --------------------------- | ----------------- |
| 1.  | 5. Januar 2025 | Brisbane | Hartplatz | Jiří Lehečka | Julian Cash Lloyd Glasspool | 3:6, 7:62, [6:10] |